# Río Senegal
El río Senegal es un río de África Occidental de régimen tropical, de unos 1790 km de largo (incluyendo uno de sus cabeceras, el río Bafing, que nace en la meseta de Futa Yallon, Guinea), que se inicia por la confluencia del citado río Bafing con el río Bakoye. Discurre en dirección noreste y luego forma en su largo tramo final la frontera entre Mauritania y Senegal, desembocando en el océano Atlántico, junto a la ciudad de Saint Louis, en un delta irregular con numerosas marismas e islas. Solo es navegable en su curso bajo ya que presenta rápidos en su curso alto.

### Fuentes árabes

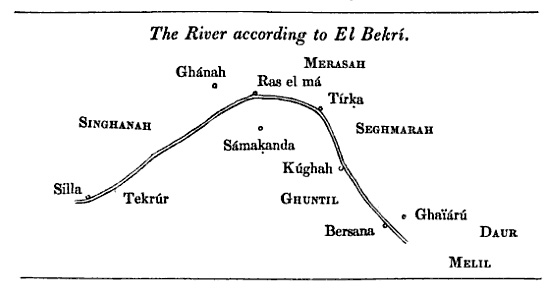
El Nilo Occidental (río Senegal-Níger) según al-Bakri (1068)

### Representación cartográfica

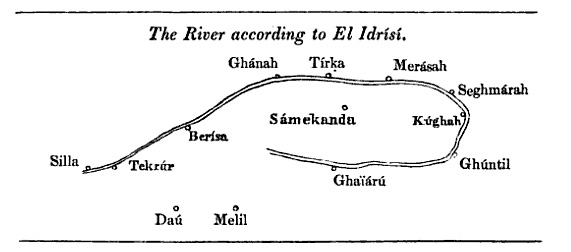
Nilo Occidental (río Senegal-Níger) según Muhammad al-Idrisi (1154)

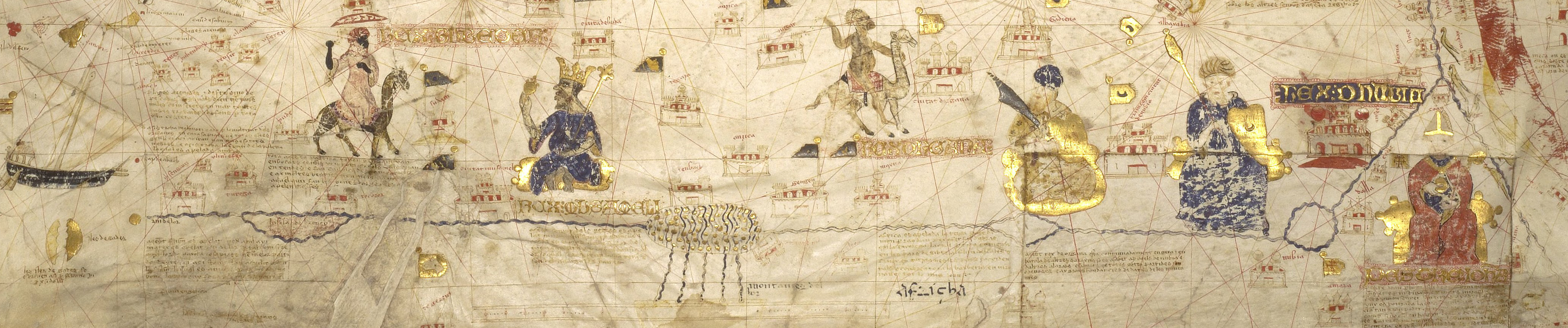
Curso del «Río de Oro» (Senegal-Níger) en la carta portolana de 1413 de Mecia de Viladestes.

### Contacto con los europeos

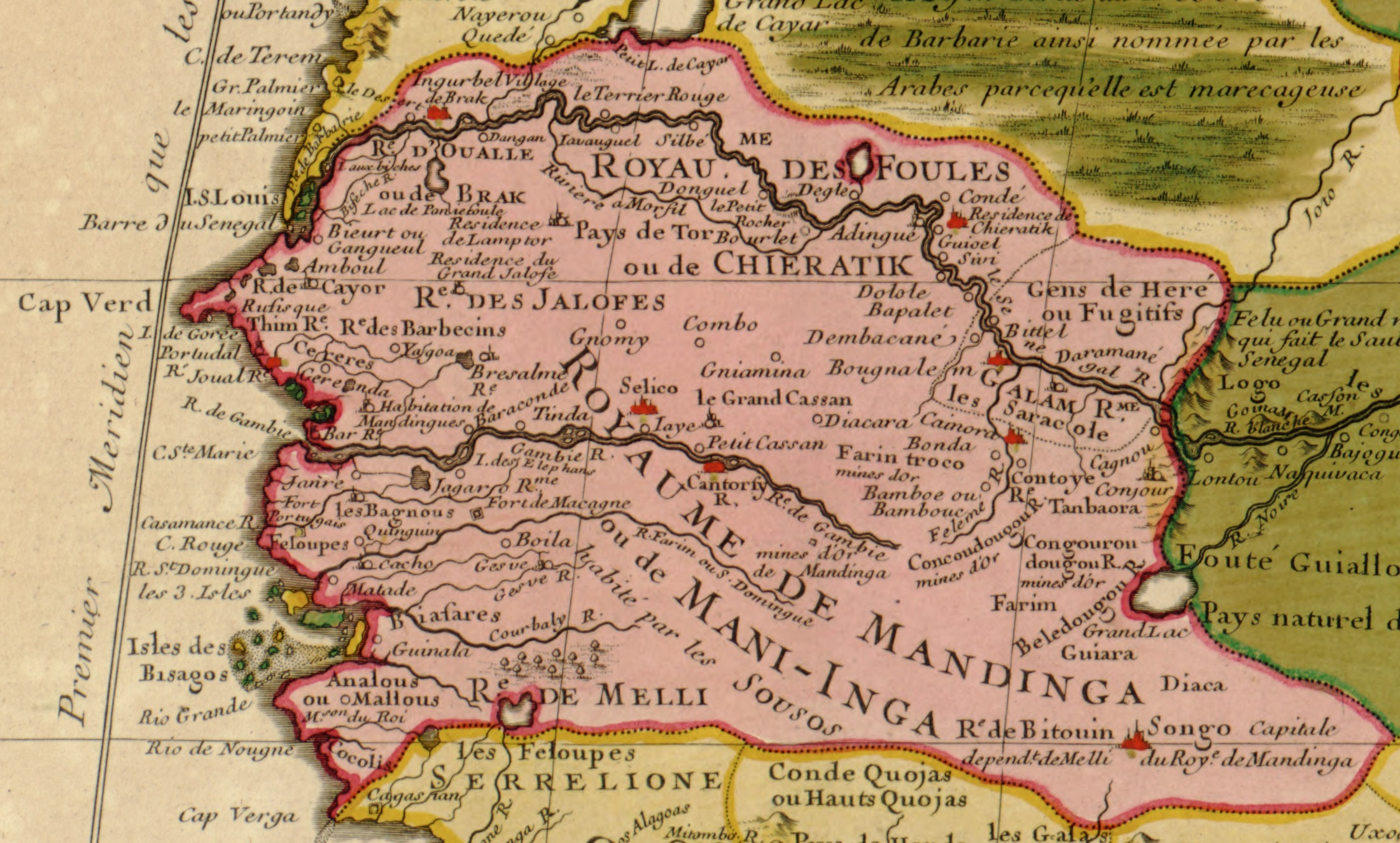
La región de Senegambia, detalle del mapa de Guillaume Delisle (1707), que todavía asume que el Senegal está conectado con el Níger; esto sería corregido en ediciones posteriores del mapa de Delisle (1722, 1727), donde se mostraba terminando en un lago, al sur del Níger..

## Geografía

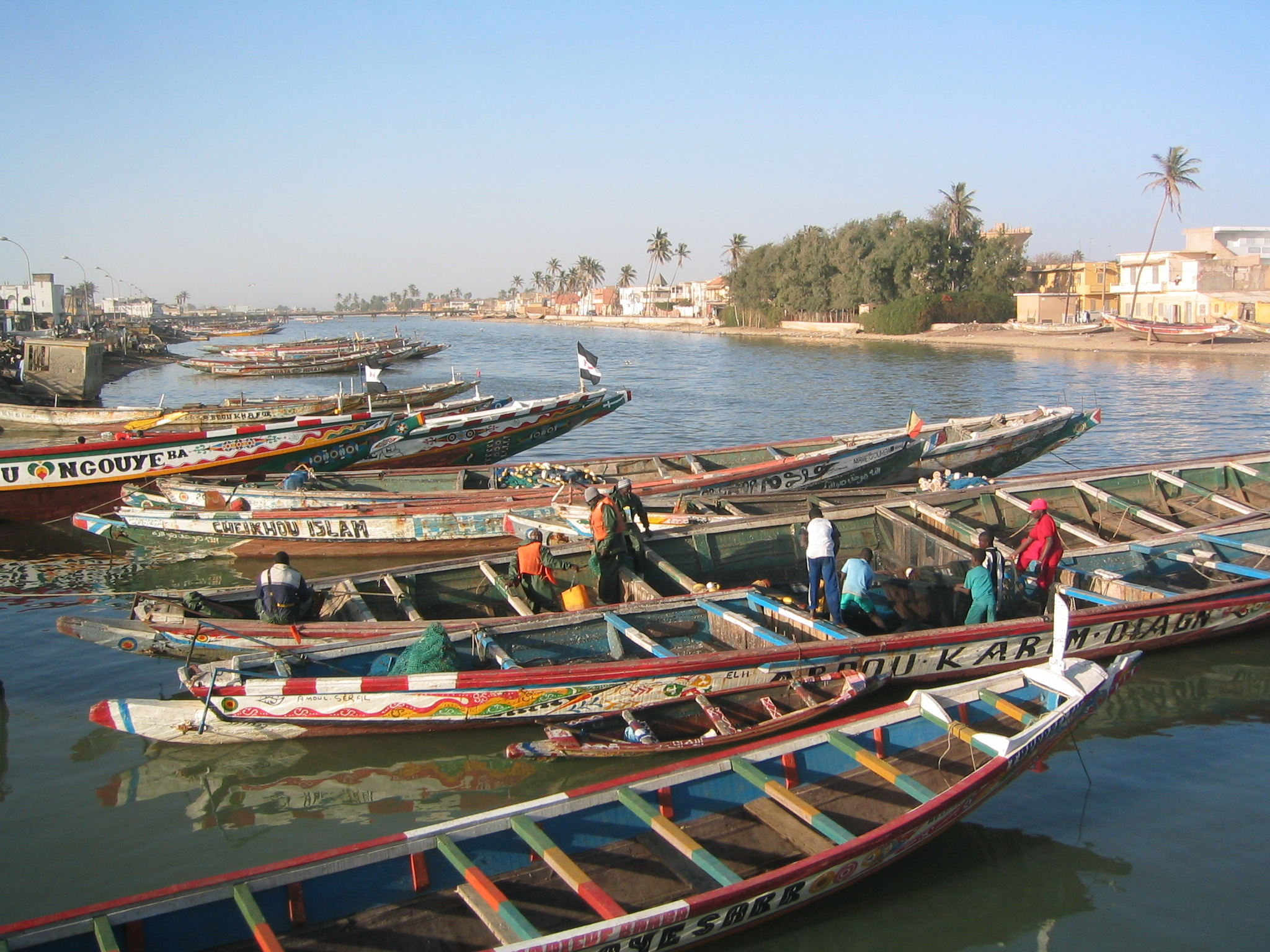
El río en la ciudad de Saint Louis

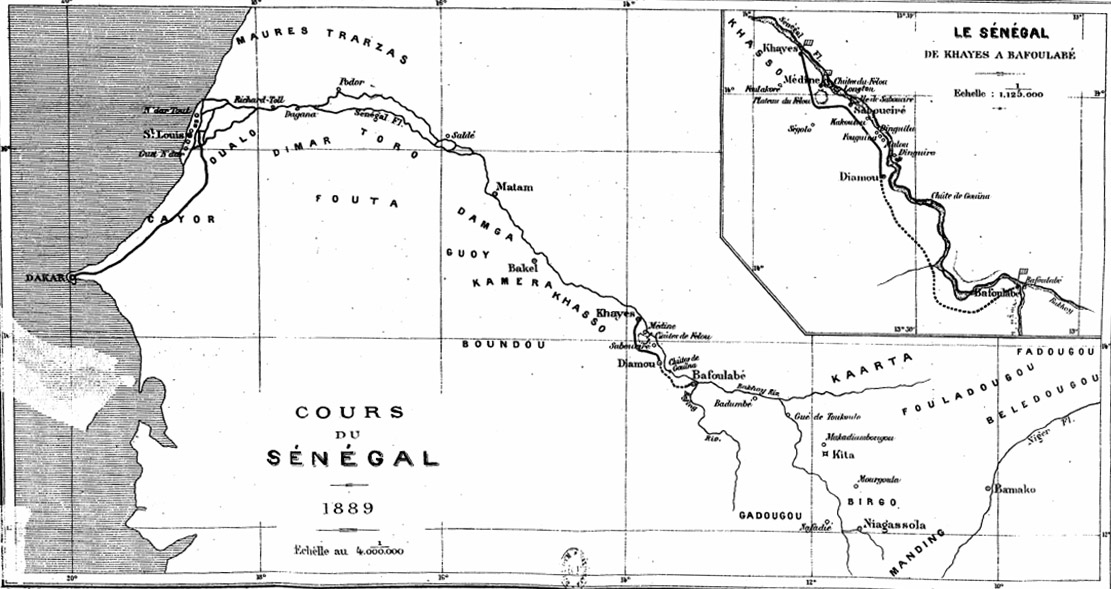
«Cours du Sénégal, 1889»

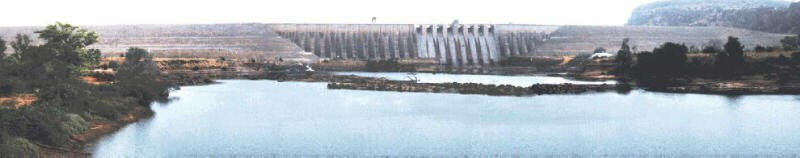
La presa Manantali, en el río Bafing

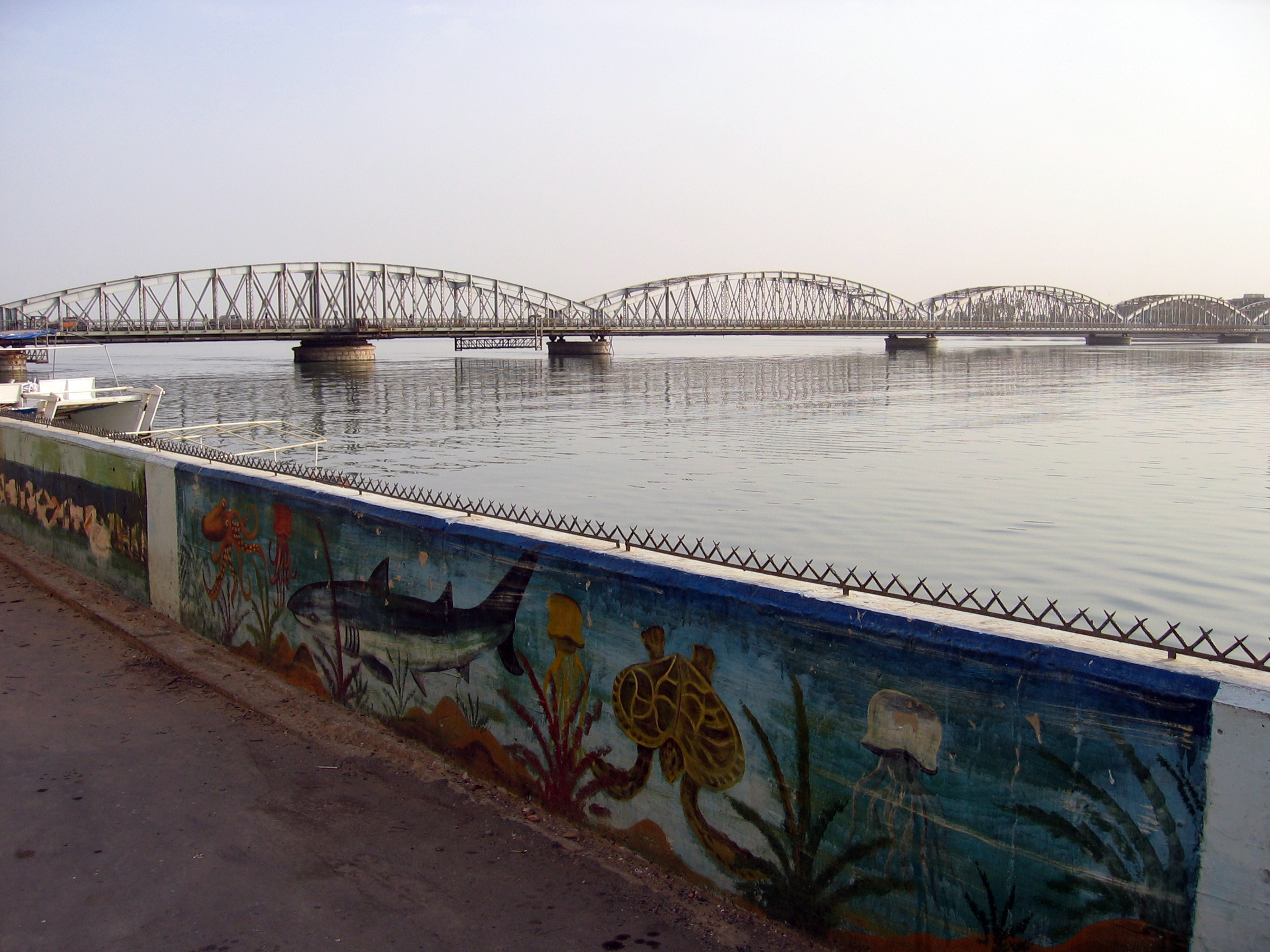
El puente Faidherbe en la ciudad de Saint Louis

## Régimen hidrológico

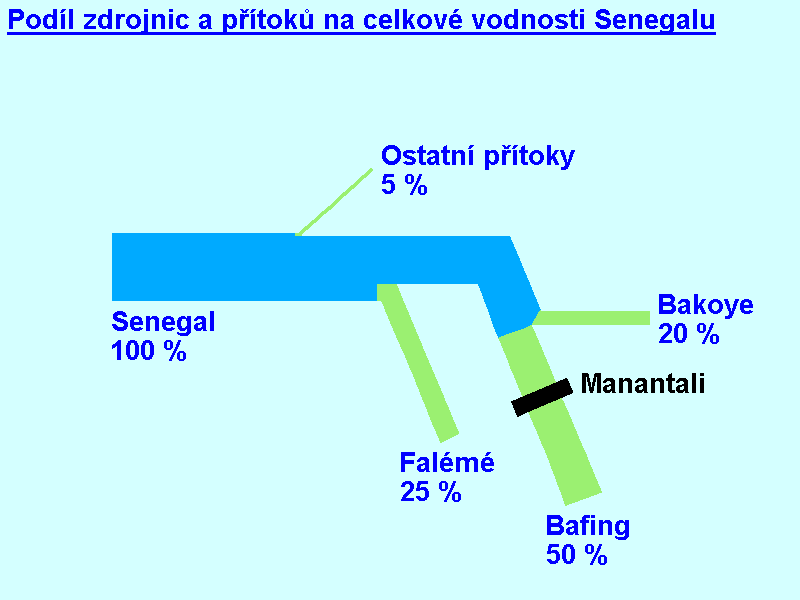
La proporción de cabeceras y afluentes en el total de aguas de Senegal.

## Navegabilidad

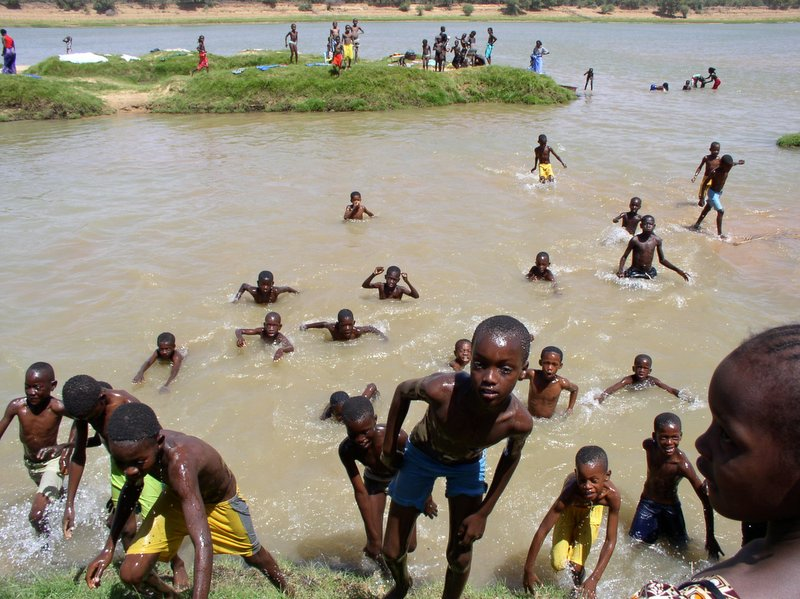
Niños bañándose en el río cerca de Kanel

## Puesta en valor

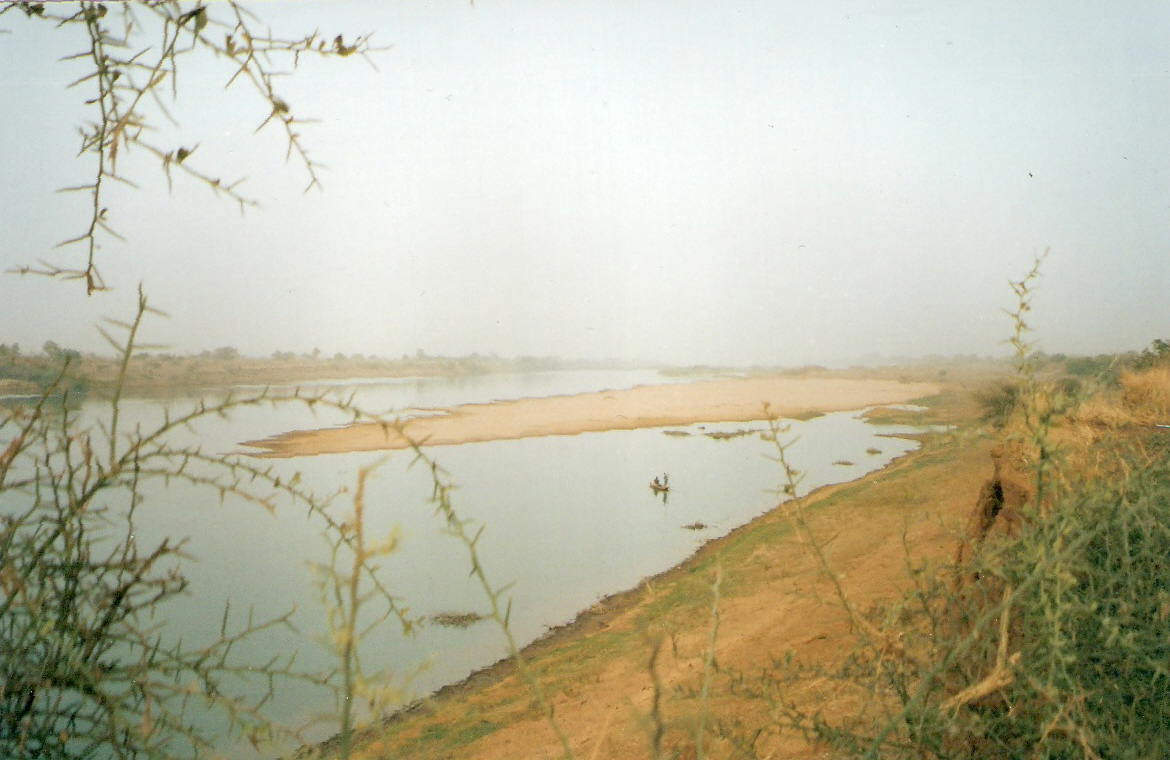
El río en la aldea de Dramane (Malí, en la región Kayes)

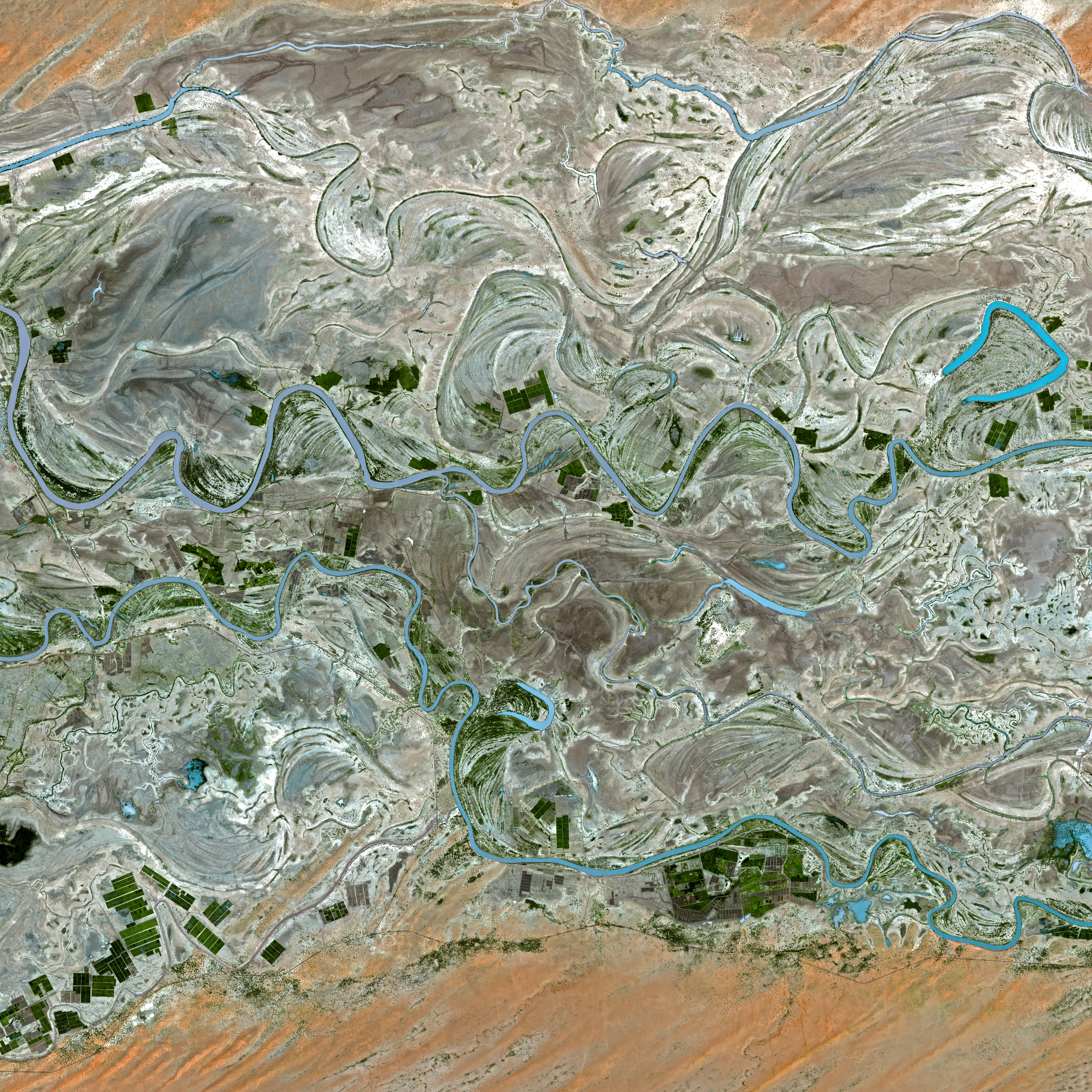
El río Senegal visto por el satélite Spot

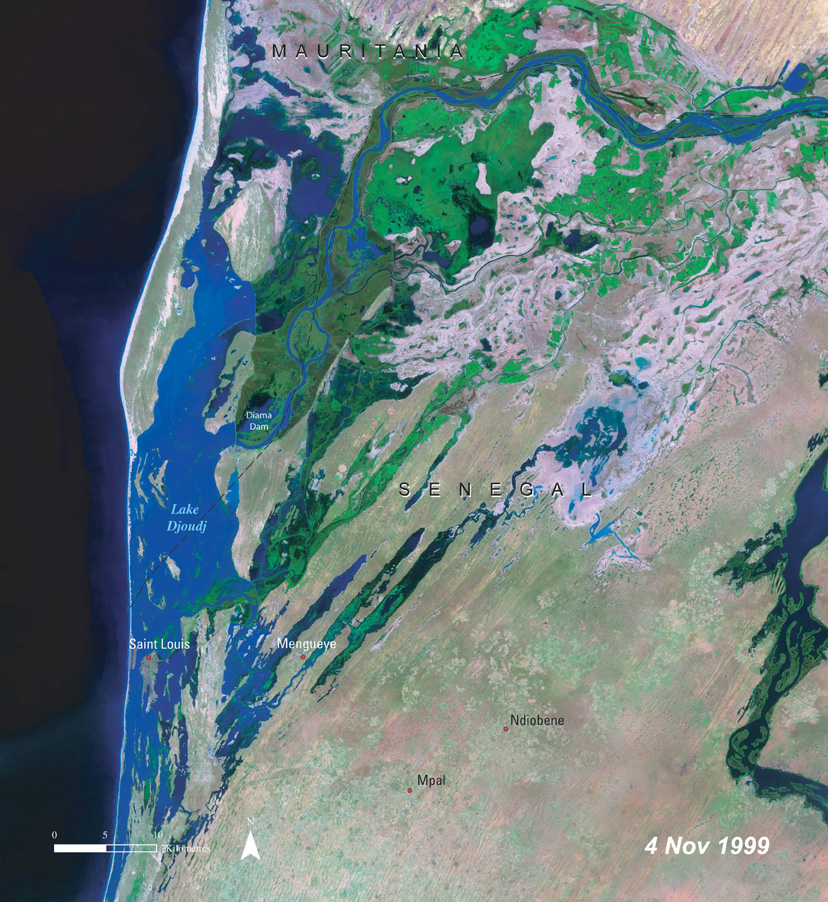
Vista de satélite del lago Djoudj, en la desembocadura

## Historia
La existencia del río Senegal era conocida por las primeras civilizaciones mediterráneas. Plinio el Viejo lo llamó Bambotus (a partir de la palabra fenicia, behemoth, que significa «hipopótamo») y Claudio Ptolomeo Nias. Fue visitado por el cartaginés Hannón el Navegante alrededor del año 450 a. C. en su navegación desde Cartago, pasando a través de las columnas de Hércules hasta Theon Ochema (el monte Camerún), en el golfo de Guinea. Hubo comercio en la región procedente del Mediterráneo hasta la destrucción de Cartago y su red de comercio con el África Occidental en el año 146 a. C.